# 2008年津巴布韋總統選舉
2008年津巴布韋總統選舉於2008年3月29日與國會選舉同時進行，是次選舉共有4名候選人參選，包括時任總統羅伯特·穆加貝（津巴布韋非洲民族聯盟－愛國陣線，簡稱ZANU-PF）、茨萬吉拉伊（爭取民主變革運動，簡稱MDC）及包括馬科尼在內的另兩名獨立人士。由於國家通脹率高企，貨幣持續貶值，執政28年的穆加貝面臨嚴峻考驗，其政府也被指操縱選舉。（页面存档备份，存于）
經過重新點算及檢驗後，津巴布韋選舉委員會於5月2日公布結果，茨萬吉拉伊得47.9%，穆加貝得43.2%。由於茨萬吉拉伊的得票率未達五成，因此需舉行次輪選舉，由穆加貝及茨萬吉拉伊兩人決勝。
在第一輪選舉結束後，津巴布韋多地均發生了多宗嚴重政治暴力事件，導致多人死亡，ZANU-PF及MDC均互相指責暴力事件為對方所做，國際社會把這些暴力事件歸咎於ZANU-PF及穆加貝。
反對派候選人茨萬吉拉伊於6月22日以選舉欠缺公平公正，及帶來暴力為由，宣佈退出次輪選舉。（页面存档备份，存于）
6月27日舉行的次選中，穆加貝以大比數勝出，成功連任總統。

## 背景
在2006年年尾，政府稱為了降低成本，提出把總統選舉延至2010年，與國會大選的時間看齊。如果該計劃獲通過，時任總統穆加貝的任期將延長兩年（页面存档备份，存于）。由於有消息指執政黨ZANU-PF內部對該提案出現意見分歧，因此該提案未獲通過。至2007年3月，穆加貝稱其政黨有意於2008年舉行總統選舉，並把原定於2010年舉行的國會選舉提早至2008年舉行，並稱會繼續代表執政黨參選[http://www.smh.com.au/news/World/Zimbabwes-Mugabe-to-stand-in-2008-poll/2007/03/31/1174761793434.html。另外ZANU-PF推舉穆加貝為「終身領袖」的消息也於當天的會議中流出。
2006年，ZANU-PF全國主席約翰·恩科莫（John Nkomo）宣佈如果穆加貝選擇退休，會代表政黨參加總統選舉。曾出任津巴布韋羅德西亞總理的穆佐雷瓦也於2007年6月21日稱會參加是次選舉（页面存档备份，存于）。
在2007年12月舉行的ZANU-PF黨代表大會中，宣佈穆加貝會代表該黨參加選舉，而恩科莫稱他「沒有聽到任何異議聲音」，而該大會也「完全及無條件地」支持穆加貝參選（页面存档备份，存于）。
2008年1月25日，有關方面把總統選舉定於3月29日舉行，在反對黨MDC中，由茨萬吉拉伊領導派別的發言人指責該選舉是「瘋狂及傲慢的行為」Mutambara則指在現階段是無法舉行一個自由及公正的選舉的，並提出為選舉制定憲法。在宣佈選舉日期後，MDC與ZANU-PF就選舉時間問題的談判破裂。

## 請參閱
- 安岳江號事件

## 外部連結
- 津巴布韋選舉委員會 （英文）
- 津巴布韋大選專題報導 (BBC)（页面存档备份，存于） （英文）